# Biserica „Adormirea Maicii Domnului” din Cimișlia
Biserica „Adormirea Maicii Domnului” este o biserică amplasată în Cimișlia, Republica Moldova. Este un monument arhitectural de importanță națională inclus în Registrul monumentelor Republicii Moldova ocrotite de stat cu nr. 195 (raionul Cimișlia). Datează din 1865.